# Diocesi di Caristo
La diocesi di Caristo (in latino: Dioecesis Carystensis) è una sede soppressa e sede titolare della Chiesa cattolica.

## Storia
Caristo è un'antica sede vescovile della Grecia, nella parte meridionale dell'isola di Eubea, chiamata dai Veneziani in età medievale "Negroponte".
Inizialmente suffraganea dell'arcidiocesi di Corinto, nel IX secolo entrò a far parte della metropolia di Atene; così è menzionata nella Notitia Episcopatuum redatta dall'imperatore bizantino Leone VI (886-912). Di questa diocesi è noto tuttavia un solo vescovo del primo millennio, Ciriaco, che sottoscrisse nel 458 la lettera dei vescovi della Grecia all'imperatore Leone I dopo la morte di Proterio di Alessandria.
Quando furono istituite le diocesi di rito latino in Grecia, a seguito della quarta crociata, papa Innocenzo III confermò al primo arcivescovo latino di Atene, Berardo, le diocesi suffraganee che erano state della provincia ecclesiastica di rito bizantino (1208); tra queste anche la diocesi di Caristo. Tuttavia non sono noti vescovi latini per questa sede.
Dal XVIII secolo Caristo è annoverata tra le sedi vescovili titolari della Chiesa cattolica; la sede è vacante dal 21 aprile 1966.

## Cronotassi

### Vescovi greci
- Ciriaco † (menzionato nel 458)

### Vescovi titolari
- Magino Ventallol, O.P. † (3 dicembre 1718 - 3 gennaio 1732 deceduto) (vescovo eletto)

- Miguel González Bobela † (4 marzo 1771 - novembre 1775 deceduto)
- José Carrión y Marfil † (25 giugno 1784 - 18 dicembre 1786 nominato vescovo di Cuenca)
- Atanasio Puyal Poveda † (21 giugno 1790 - 26 settembre 1814 nominato vescovo di Calahorra e La Calzada)
- Francesco Ridolfi † (14 aprile 1817 - 19 settembre 1819 deceduto)
- Józef Szczepan Koźmian † (27 settembre 1819 - 10 marzo 1823 nominato vescovo di Włocławek)
- Pierre-Marie Cottret † (3 maggio 1824 - 12 febbraio 1838 confermato vescovo di Beauvais)
- Józef Joachim Goldtmann † (17 settembre 1838 - 25 gennaio 1844 nominato vescovo di Sandomierz)
- Ignacy Hołowiński † (3 luglio 1848 - 24 gennaio 1851 succeduto arcivescovo di Mahilëŭ)
- Giuseppe Cardoni † (27 settembre 1852 - 21 dicembre 1863 nominato vescovo di Recanati e Loreto)
- Emmanuele Francesco Barrutia y Croquer † (27 marzo 1865 - 1879 deceduto)
- Vincenzo Anivitti † (13 dicembre 1880 - 29 maggio 1881 deceduto)
- Giuseppe D'Annibale † (12 agosto 1881 - 11 febbraio 1889 nominato cardinale presbitero dei Santi Bonifacio e Alessio)
- Giovanni Jannoni † (30 dicembre 1889 - 18 settembre 1904 deceduto)
- Giovanni Graziani † (30 maggio 1905 - 19 agosto 1906 nominato vescovo di Todi)
- Pacificio Fiorani † (15 aprile 1907 - 10 marzo 1910 nominato vescovo di Corneto e Civitavecchia)
- Pietro La Fontaine † (1º aprile 1910 - 5 marzo 1915 nominato patriarca di Venezia)
- Paul-Gaston Laperrine d'Hautpoul † (14 giugno 1915 - 24 novembre 1919 deceduto)
- San Luigi Versiglia, S.D.B. † (22 aprile 1920 - 25 febbraio 1930 deceduto)
- Ignazio Canazei, S.D.B. † (23 luglio 1930 - 11 aprile 1946 nominato vescovo di Shaoguan)
- Federico Pérez Silva, C.M. † (20 settembre 1946 - 2 gennaio 1953 succeduto vescovo di Piura)
- Firmin Courtemanche, M.Afr. † (7 maggio 1953 - 25 aprile 1959 nominato vescovo di Chipata)
- Johann Lenhardt † (6 giugno 1959 - 21 aprile 1966 deceduto)